# Alberto Cortez, el Original
Darío Alberto Cortez Olaya (Callao, 25 de octubre de 1929-Lima, 26 de noviembre de 2019), conocido como Alberto Cortez, el Original, fue un cantante peruano de boleros y de música tradicional cubana que tuvo éxito en Europa a fines de los años 50. El cantante argentino José Alberto García Gallo comenzó a suplantarlo a inicios de 1960 usando el nombre «Alberto Cortez», por lo que se enfrentaron en diversos procesos judiciales.

## Reseña biográfica
Alberto Cortez Olaya nació en la provincia peruana del Callao el 25 de octubre de 1929. En marzo de 1956, viajó a España acompañado por el percusionista Pepe Ébano y actuó en las salas de fiestas Casablanca y Pasapoga de Madrid, donde tocó con el músico gallego Lino de la Torre.
En 1957, Alberto Cortez y su orquesta actuaron en la película Faustina, protagonizada por María Félix y Fernando Fernán Gómez. Ese año Alberto Cortez se presentó en la Venta de Antequera de Sevilla y actuó en la sala de fiesta J'Hay.
A inicios de 1960, el peruano Alberto Cortez se traslada a Bélgica, donde actúa en casinos. A mediados de ese año, también llega a Bélgica el argentino José Alberto García Gallo, quien graba en Bruselas el disco Las palmeras usando el nombre «Alberto Cortez». El cantante peruano demandó al argentino por suplantación y la justicia belga obligó a José Alberto García Gallo a abandonar el país. Desde entonces, el peruano y el argentino se enfrentaron en diversos procesos judiciales por el uso del nombre. En Barcelona, José Alberto García Gallo fue detenido por la Policía por suplantación.
En 2016, Alberto Cortez presentó en Lima su libro autobiográfico: Yo sí soy Alberto Cortez ¡El único!
En 2018, el Ministerio de Cultura del Perú distinguió a Alberto Cortez como personalidad meritoria de la cultura peruana.
El 26 de noviembre de 2019, falleció en Lima luego de 2 años de estar luchando contra el cáncer.

## Discografía
- 1954: Grabó cuatro discos de carbón para el sello MAG de Lima.
- 1955: Grabó cuatro discos de carbón para el sello Turpial de Caracas.
- 1957: Disco de 45 RPM con Nube gris en ritmo de mambo y Yiri Yiri Bon, Madrid, sello Telefunken.
- 1957: Su orquesta acompaña a Nereida y su Ensueño Tropical.[14]
- 1958: Carrusel de éxitos, sello Telefunken.
- 1960: Graba con Lecuona Cuban Boys el sonido para un filme en Colonia, Alemania.
- 1969: Disco sencillo El sombrero de Gaspar y Un poquito de cariño, sello Discophon.
- 1969: Disco sencillo El sombrero de Gaspar y Un poquito de cariño, sello Candle.